# Lidia Arionescu-Baillayre
Lidia Arionescu-Baillayre (ur. 22 marca 1880 w Kiszyniowie, zm. 1923 tamże) – mołdawska malarka.

## Życiorys
Jej ojciec, Ioanikie Arionescu (Arionesco), był rosyjskim urzędnikiem w randze radcy tytularnego.   
Uczyła się malarstwa w szkole artystycznej w Kiszyniowie, w pracowni Władimira Okuszki. Następnie studiowała na Cesarskiej Akademii Sztuk Pięknych w Petersburgu pod kierunkiem Lwa Dmitrijewa-Kawkazskiego. W Petersburgu poznała Auguste’a Baillayre’a, francuskiego studenta Akademii. W 1907, w roku, w którym skończyła naukę, wyszła za niego za mąż.
W Imperium Rosyjskim jej prace były wystawiane w Petersburgu i Wilnie w latach 1903–1910, a także w Kiszyniowie w 1908. Malowała martwe natury i portrety. Tworzyła w duchu neoimpresjonizmu i postimpresjonizmu. W Petersburgu Lidia Arionescu-Baillayre i jej mąż byli aktywni w kręgach malarskiej awangardy, ich prace brały udział w wystawach grupy Związek Młodzieży. 
Po upadku Imperium Rosyjskiego żyła w Kiszyniowie, od 1918 należącym do Rumunii. W rodzinnym mieście w 1920 i 1933 odbyły się jeszcze dwie wystawy jej prac.    
Jej córka, Tatiana Baillayre, również była malarką.